# Salmothymus
Salmothymus é um género de peixe da família Salmonidae.
Este género contém as seguintes espécies:
- Salmothymus obtusirostris